# Altar de Sacrificios
Altar de Sacrificios è un centro cerimoniale e sito archeologico costruito dalla civiltà Maya, presso la confluenza dei fiumi Pasión e Salinas (a formare il fiume Usumacinta), nel dipartimento di Petén in  Guatemala. Assieme a Seibal e Dos Pilas, Altar de Sacrificios è uno dei siti nello stato ad essere stati maggiormente esplorati e su cui si sono svolte molte opere di scavo, anche se la città in questione non era una delle potenze politiche maggiori nel periodo Tardo Classico.. Altar de Sacrificios dominò la via del commercio presso il fiume Usumacinta intorno al 450, e diversi segni indicano che il sito fosse già popolato dal 1000 a.C.